# Campionati del mondo di ciclismo su strada 2006 - Cronometro maschile Under-23
La cronometro individuale maschile Under-23 dei Campionati del mondo di ciclismo su strada 2006 fu corsa il 21 settembre 2006 nel territorio circostante Salisburgo, in Austria, per un percorso totale di 39,54 km. Il belga Dominique Cornu vinse la medaglia d'oro, terminando in 49'28"42.

## Percorso
Le gare a cronometro prendevano il via dalla periferia settentrionale di Salisburgo. Dopo la partenza sulle rive della Salzach, lungo l'Elisabethkai,, nel punto più alto di tutto il tracciato, 575 m s.l.m., il percorso portava i partecipanti verso gli abitati di Hallwang ed Elixhausen, e quindi più a nord verso Obertrum. Il tracciato della corsa maschile Under-23 proseguiva fino a toccare il centro di Obertrum, prima di tornare di nuovo nella città di partenza. Il traguardo era posto in Mirabellplatz.

## Squadre e corridori partecipanti
| 61 | Andrej Zejc           | 35º | 41 | Lukas Sablik           | 57º | 21 | Maciej Bodnar        | 45º |
| 60 | Peter Velits          | 38º | 40 | Logan Dennis Hutchings | 7º  | 20 | Luca Barla           | 32º |
| 59 | Adrian Hegyvari       | 53º | 39 | Federico Pagani        | 47º | 19 | Alexandr Pliuschin   | 34º |
| 58 | Rigoberto Urán        | 25º | 38 | Magno Nazaret          | NP  | 18 | Maksim Bel'kov       | 13º |
| 57 | Mateusz Taciak        | 24º | 37 | Stefan Kushlev         | 51º | 17 | Tony Martin          | 18º |
| 56 | Rein Taaramäe         | 19º | 36 | Berik Kupešov          | 41º | 16 | Kristijan Koren      | 10º |
| 55 | Oleksandr Surutkovych | 42º | 35 | Ignatas Konovalovas    | 12º | 15 | Thomas Frei          | 28º |
| 54 | Stefan Schäfer        | 6º  | 34 | Hyun Wook Joo          | 39º | 14 | Edvald Boasson Hagen | 5º  |
| 53 | Branislaŭ Samojlaŭ    | 17º | 33 | Gert Jõeäär            | 52º | 13 | Ian Stannard         | 23º |
| 52 | Ruslan Sambris        | 37º | 32 | Mohamed Aoun Seghir    | 59º | 12 | Mark Jamieson        | 33º |
| 51 | Alan Marangoni        | 21º | 31 | Shaun Higgerson        | 29º | 11 | Dominique Cornu      | 1º  |
| 50 | David Veilleux        | 50º | 30 | Ryan Connor            | 44º | 10 | Alex Rasmussen       | 11º |
| 49 | Sylvain Georges       | 20º | 29 | Abundio Guerrero       | NP  | 9  | Lars Boom            | 26º |
| 48 | Aleksandr Filippov    | 4º  | 28 | Chris Froome           | 36º | 8  | Andrėj Kunicki       | 16º |
| 47 | Juan Carlos Fernández | 56º | 27 | Bradley Fairall        | 43º | 7  | Martin Mortensen     | 14º |
| 46 | Steven Cozza          | 30º | 26 | Fabio Duarte           | 48º | 6  | Simon Špilak         | 8º  |
| 45 | Abdelkader Belmokhtar | 49º | 25 | Stefan Denifl          | 46º | 5  | Jérôme Coppel        | 3º  |
| 44 | Martin Velits         | 31º | 24 | Akos Haiszer           | 58º | 4  | Peter Latham         | 9º  |
| 43 | Jorge Soto            | 55º | 23 | Javier Chacon Quesada  | 54º | 3  | Jos van Emden        | 22º |
| 42 | Gatis Smukulis        | 27º | 22 | Brent Bookwalter       | 40º | 2  | Dmytro Hrabovs'kyj   | 14º |
|    |                       |     |    |                        |     | 1  | Michail Ignat'ev     | 2º  |

## Resoconto degli eventi
La cronometro Under-23 vedeva al via i primi sette classificati della prova dell'anno precedente, con Michail Ignat'ev, Dmytro Hrabovs'kyj e Peter Latham che nel 2005 formarono il podio. Il russo tuttavia non riuscì a confermare il titolo iridato e fu battuto dal belga della Davitamon-Lotto Dominique Cornu di quasi 40 secondi. Jérôme Coppel, secondo nella prova a cronometro dei campionati europei del 2005, riuscì ad aggiudicarsi la medaglia di bronzo, mentre Dmytro Hrabovs'kyj, secondo a Madrid e tra i favoriti principali, non andò oltre il quattordicesimo posto.

## Classifica (Top 10)
| Pos. | Corridore              | Squadra       | Tempo     |
| ---- | ---------------------- | ------------- | --------- |
| 1    | Dominique Cornu        | Belgio        | 49'28"42  |
| 2    | Michail Ignat'ev       | Russia        | a 37"10   |
| 3    | Jérôme Coppel          | Francia       | a 44"66   |
| 4    | Aleksandr Filippov     | Russia        | a 51"52   |
| 5    | Edvald Boasson Hagen   | Norvegia      | a 1'12"69 |
| 6    | Stefan Schäfer         | Germania      | a 1'21"28 |
| 7    | Logan Dennis Hutchings | Nuova Zelanda | a 1'25"06 |
| 8    | Simon Špilak           | Slovenia      | a 1'26"60 |
| 9    | Peter Latham           | Nuova Zelanda | a 1'29"03 |
| 10   | Kristjan Koren         | Slovenia      | a 1'36"32 |